# Przystajń (gmina)
Przystajń est une gmina rurale du powiat de Kłobuck, Silésie, dans le sud de la Pologne. Son siège est le village de Przystajń, qui se situe environ 17 km à l'ouest de Kłobuck et 74 km au nord de la capitale régionale Katowice.
La gmina couvre une superficie de 88,85 km2 pour une population de 5 978 habitants.

## Géographie
La gmina inclut les villages d'Antonów, Bagna, Bór Zajaciński, Brzeziny, Dąbrowa, Galińskie, Górki, Kamińsko, Kluczno, Kostrzyna, Ługi-Radły, Michalinów, Mrówczak, Nowa Kuźnica, Podłęże Szlacheckie, Przystajń, Siekierowizna, Stany, Stara Kuźnica, Węzina, Wilcza Góra et Wrzosy.
La gmina borde les gminy de Ciasna, Herby, Krzepice, Olesno, Panki et Wręczyca Wielka.